# Joe Lynch
Joe Lynch, född 23 mars 1976 på Long Island i delstaten New York, är en amerikansk filmregissör, musikvideoregissör, filmproducent, filmfotograf, och skådespelare. Han gjorde regidebut med skräckfilmen Wrong Turn 2: Dead End under år 2007, som bland annat hade Henry Rollins, Erica Leerhsen och Texas Battle i huvudrollerna. Han har sedan dess fortsatt med att regissera och arbeta med flera andra film- och TV-produktioner, senaste gången med skräckfilmen Suitable Flesh, under år 2023.

## Filmografi (i urval)

### Filmer
- 2007 – Wrong Turn 2: Dead End (regissör)
- 2013 – Knights of Badassdom (regissör)[1]
- 2014 – Everly (regissör och manusförfattare)[2]
- 2015 – Ghoul (exekutiv producent)[3]
- 2017 – Mayhem (regissör)[4][5][6]
- 2019 – Point Blank (regissör)
- 2023 – Suitable Flesh (regissör och exekutiv producent)

### TV-serier
- 2016 – 12 Deadly Days (TV-serie) (regissör och producent)
- 2021 – Creepshow (TV-serie) (regissör)
- 2022 – Ultra Violet & Black Scorpion (TV-serie) (regissör)

### Skådespelarinsatser
- 1999 – Terror Firmer (i rollen som klädnypspojke)
- 2007 – Wrong Turn 2: Dead End (i rollen som TV-skärmskille)
- 2010 – Frozen (i rollen som stolliftskille nummer 2)
- 2010 – Hatchet II (i rollen som alligatorjägare)
- 2014 – Everly (i rollen som SWAT-polis)
- 2017 – Mayhem (i rollen som IT-killen Ray)
- 2017 – Victor Crowley (i rollen som piloten Matthew Waters)
- 2019 – Point Blank (i rollen som kameraman)
- 2023 – Suitable Flesh (i rollen som ordningsmannen Ray)